# 2009 no ciclismo
Cronologia do ciclismo
2008 no ciclismo - 2009 no ciclismo - 2010 no ciclismo
Os factos marcantse do ano de 2009 no ciclismo.

## Por mês

### Janeiro
- 6 de janeiro :
  - Graeme Brown consegue o Jayco Bay Cycling Classic.[1]
  - A formação continental Team Teltek H²0 que tinha que aparecer atira a toalha por razões financeiras.[2]

- 7 de janeiro : Carla Ryan torna-se campeã da Austrália do contrarrelógio.[3]

- 8 de janeiro : Michael Rogers torna-se Campeão da Austrália do contrarrelógio.[4]

- 10 de janeiro :
  - Carla Ryan resulta igualmente campeã da Austrália em estrada.[5]
  - O Circuito Het Volk resulta o Omloop Het Nieuwsblad, devido à fusão dos diários Het Volk e Het Nieuwsblad.[6]

- 11 de janeiro : Peter McDonald resulta Campeão da Austrália em estrada.[7]

- 25 de janeiro : Allan Davis (Quick Step) consegue o Tour Down Under.

### Fevereiro
- 1 de fevereiro: Rémi Pauriol consegue o Grand Prix d'ouverture La Marseillaise

- 5 de fevereiro : o corredor belga Frederiek Nolf, membro da equipa Topsport Vlaanderen-Mercator está encontrado falecido em sua cama de hotel no Catar. A etapa do dia da Tour de Catar ao qual participava é neutralizada.[8]

- 6 de fevereiro : Tom Boonen consegue o Tour de Catar pela terceira vez.

- 8 de fevereiro : Thomas Voeckler consegue o Estrela de Bessèges.

### Março
- 15 de março : o Espanhol Luis León Sánchez (Caisse d'Épargne) é o vencedor final da Paris-Nice ante Fränk Schleck  (Team Saxo Bank) e Sylvain Chavanel  (Quick Step).

- 21 de março : ao termo de um sprint, Mark Cavendish (Columbia-High Road) adjudica-se a prova italiana Milão-Sanremo avançando por um fio a Heinrich Haussler e Thor Hushovd (Cervélo Test Team). É o seu sexto sucesso da temporada e a sua primeira vitória numa clássica da sua carreira.

### Abril
Stijn Devolder(Quick-Step) consegue o Volta à Flandres de 2009 ante Heinrich Haussler(Cérvelo) e Philippe Gilbert(Lotto)
Tom Boonen(Quick-Step) consegue a Paris Roubaix 2009 ante Filippo Pozzato(Liquigas) e Thor Hushovd(Cérvelo)

### Julho
Alberto Contador(Astaná), consegue o Tour de France ante a Andy Schleck (Saxo Bank) e Lance Armstrong (Astana)

## Eventos programados

### Classificação de final de temporada
Rota
- Calendário mundial UCI :  Alberto Contador
- Copa do mundo feminino em estrada :  Marianne Vos

Pista
- Copa do mundo : classificação por nações  :  Alemanha

### Grandes Voltas
- Giro d'Italia  :  Denis Menchov
- Tour de France  :  Alberto Contador
- Volta a Espanha  :  Alejandro Valverde

## Principais clássicos
- Milão-Sanremo :  Mark Cavendish (Columbia-High Road)
- Volta à Flandres :  Stijn Devolder (Quick Step)
- Gante-Wevelgem :  Edvald Boasson Hagen (Columbia-High Road)
- Paris-Roubaix :  Tom Boonen (Quick Step)
- Amstel Gold Race :  Sergueï Ivanov (Katusha)
- Flecha Wallonne :  Davide Rebellin (Serramenti PVC Diquigiovanni-Androni Giocattoli)
- Liège-Bastogne-Liège :  Andy Schleck (Saxo Bank)
- Clássica de San Sebastián :  Roman Kreuziger (Liquigas)[n 1]
- Paris-Tours :  Philippe Gilbert (Silence-Lotto)
- Giro de Lombardia :  Philippe Gilbert (Silence-Lotto)

## Principais campeões nacionais em estrada
- Alemanha : Martin Reimer (Cervélo TestTeam)
- Austrália : Peter McDonald (Drapac-Porsche)
- Bélgica : Tom Boonen (Quick Step)
- Dinamarca :  Matti Breschel (Team Saxo Bank)
- Espanha : Rubén Plaza (Liberty Seguros)
- Estados Unidos : George Hincapie (Team Columbia-HTC)
- França : Dimitri Champion (Bretagne-Schuller)
- Grã-Bretanha : Kristian House
- Itália : Filippo Pozzato (Team Katusha)
- Luxemburgo : Andy Schleck (Team Saxo Bank)
- Noruega : Kurt Asle Arvesen (Team Saxo Bank)
- Países Baixos : Koos Moerenhout (Rabobank)
- Rússia : Sergueï Ivanov (Team Katusha)
- Suíça : Fabian Cancellara (Team Saxo Bank)

## Principais óbitos
- 4 de janeiro : Luca Gelfi, corredor italiano, 42 anos.
- 3 de fevereiro : Louis Proost, corredor belga, 73 anos.
- 5 de fevereiro : Frederiek Nolf, corredor belga, 21 anos.
- 5 de fevereiro : Christophe Dupouey, vététiste francês, 40 anos.
- 19 de fevereiro : Pierre Barbotin, corredor francês, 82 anos.
- Março de 2009 : Alexeï Petrov, ciclista russo, 71 anos.
- 6 de abril : Luigi Casola, corredor italiano, 87 anos.
- 7 de abril : Jobie Dajka, corredor australiano, 27 anos.
- 30 de abril : Albert Goutal, corredor francês, 90 anos.
- 30 de abril : Henk Nijdam, corredor neerlandês, 73 anos.
- 1 de maio : Jean-Louis Danguillaume, corredor francês, 59 anos.
- 23 de junho : Adriano Durante, corredor italiano, 68 anos.
- 25 de junho : Zinaida Stahurskaya, corredora biélorusse, 38 anos.
- 16 de agosto : Paul Healion, corredor irlandês, 31 anos.
- 30 de setembro : Victor Van Schil, corredor belga, 69 anos.
- 3 de outubro : Michel Nédélec, corredor francês, 69 anos.
- 12 de outubro : Frank Vandenbroucke, corredor belga, 34 anos.
- 6 de novembro : Dimitri De Fauw, corredor belga, 28 anos.
- 15 de dezembro : Alan van Heerden, ciclista sul-africano, 55 anos.